# Ahmedbeyli (Fizouli)
Ahmedbeyli est un village de la région de Fizouli en Azerbaïdjan.

## Histoire
En 1993-1994, Ahmedbeyli était sous le contrôle des forces armées arméniennes. En 1994, le village d'Ahmedbeyli a été rétrocédée à l'Azerbaïdjan.

## Économie
La principale occupation de la population est l'élevage et l'agriculture.